# Fredrik Johansson (maratonlöpare)
Fredrik Johansson, född 30 december 1985, är en svensk långdistanslöpare. Han tävlar för Ullevi FK och vann SM-guld i maraton år 2015.
År 2014 deltog han i maraton vid EM i Zürich och kom på en 38:e plats på tiden 2:23:10.

## Personliga rekord
| Utomhus - 3 000 meter – 8:22,66 (Karlstad 25 juli 2017) - 3 000 meter – 8:26,82 (Malmö 3 augusti 2010) - 5 000 meter – 14:26,88 (Watford, Storbritannien 12 juni 2010) - 5 000 meter – 14:35,69 (Malmö 3 augusti 2009) - 10 000 meter – 30:23,08 (Leiden, Nederländerna 14 juni 2014) - 10 km landsväg – 30:20 (Malmö 18 april 2015) - Halvmaraton – 1:07:03 (Haag, Nederländerna 10 mars 2013) - 30 km landsväg – 1:47:50 (Lidingö 26 september 2009) - Maraton – 2:19:14 (Dubai, Förenade Arabemiraten 23 januari 2015) - 3 000 meter hinder – 9:29,53 (Tallahassee, Florida USA 30 mars 2007) | Inomhus - 3 000 meter – 8:31,77 (Sätra 27 februari 2010) |